# 사일러스 스틸먼 소울

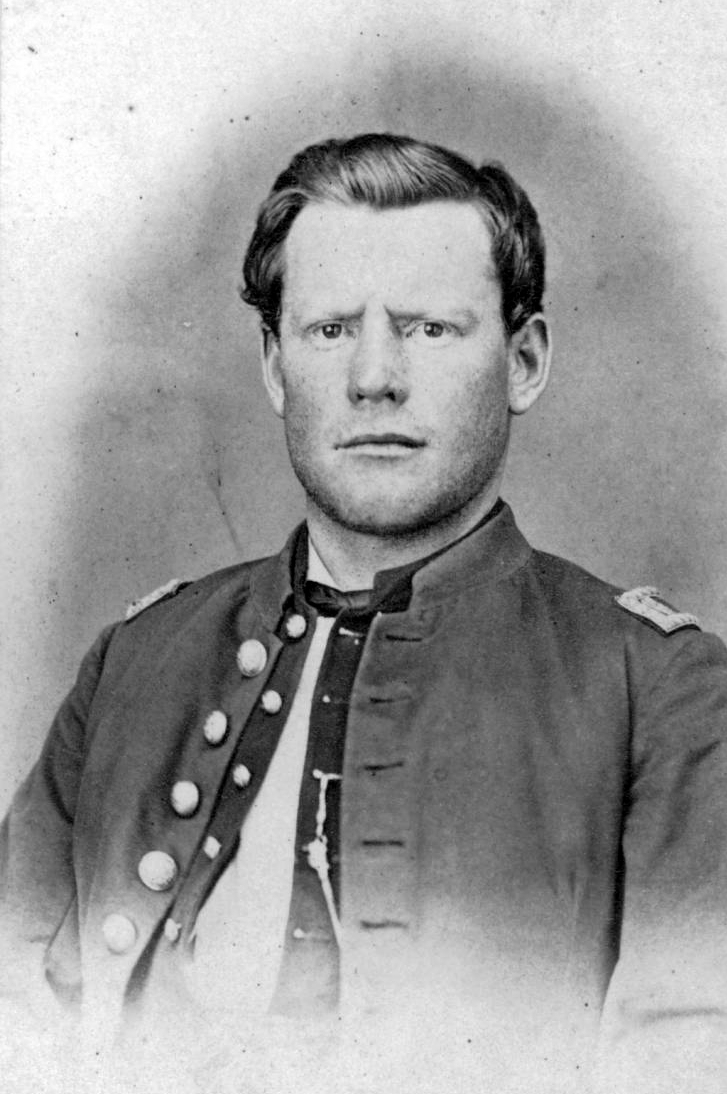

사일러스 스틸먼 소울(영어: Silas Stillman Soule: 1838년 7월 26일-1865년 4월 23일)은 미국의 노예제 폐지론자다. 존 브라운, 월트 휘트먼과 지인이었으며, 피의 캔자스 당시 노예제 폐지론자 유격대인 제이호커로 활동했다. 미국 내전이 발발하자 콜로라도 의용병대에 입대해서 대위까지 달았다.
소울은 제1콜로라도 기병대 D중대 중대장을 역임했으며, 1864년 11월 29일 샌드크리크 학살 때 현장에 있었다. 소울은 존 밀턴 치빙턴 대령의 학살 명령을 거부했으며, 사문회에서 치빙턴에게 불리한 증언을 했다. 그 직후 덴버에서 살해되었다.